# Therodiplosis arcuata
Therodiplosis arcuata är en tvåvingeart som beskrevs av Grover och Madhu Bakhshi 1978. Therodiplosis arcuata ingår i släktet Therodiplosis och familjen gallmyggor. Inga underarter finns listade i Catalogue of Life.